# Viforsen och Tunbyn
Viforsen och Tunbyn  är sedan 2015 en av SCB avgränsad och namnsatt tätort i Sundsvalls kommun. Tidigare har orten istället utgjort en småort med beteckningen Viforsen, Vi och Tunbyn.
Viforsens kraftstation togs i drift år 1900. Över 200 personer var anställda under bygget. Initiativtagare var träpatroner i syfte att få elektricitet till industrier i Svartvik och Essvik. Kraftstationen var i drift till 1980.

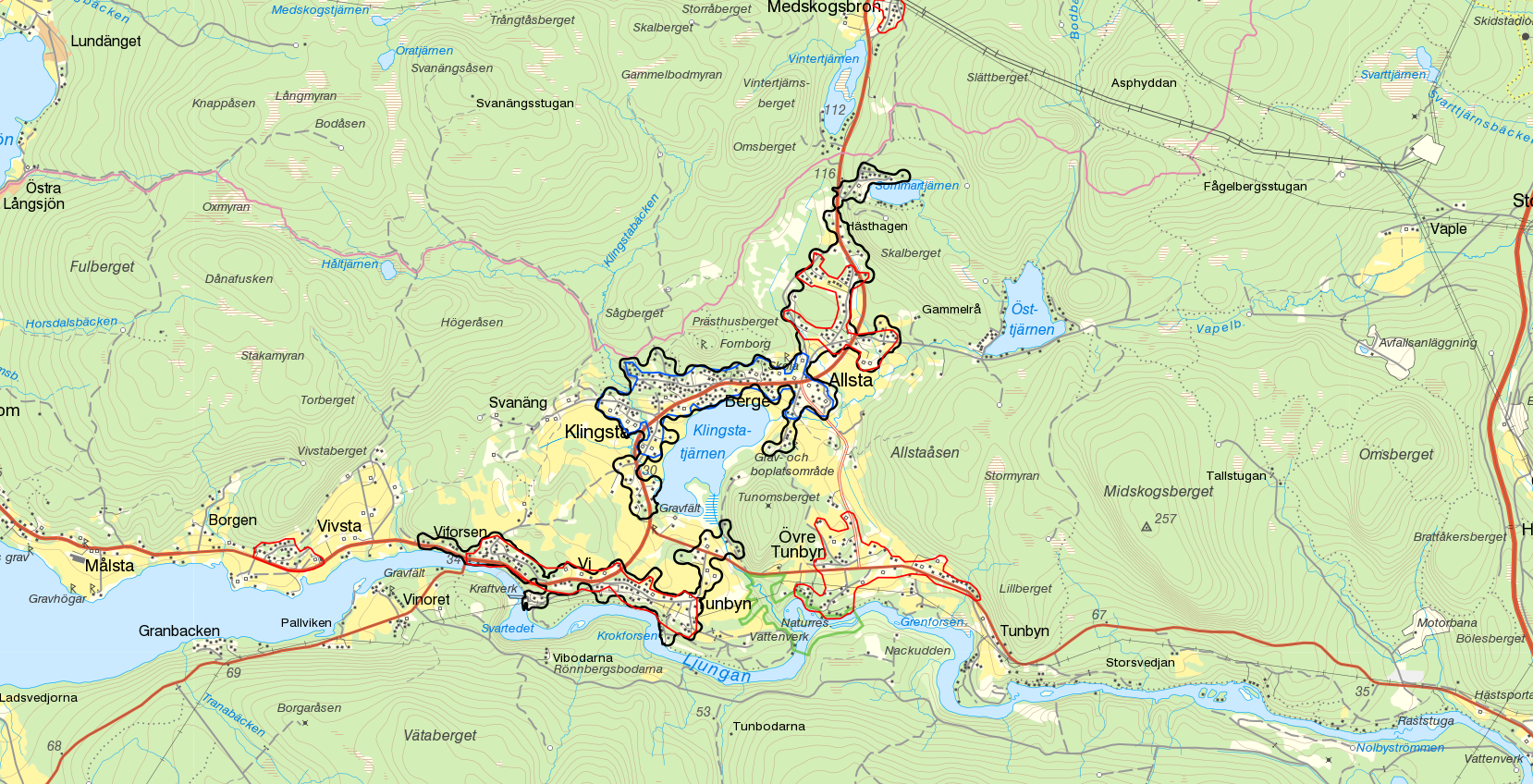
Tätorternas gränser 2015 i svart, 2010 i blått. Småorternas gränser 2010 i rött.

## Befolkningsutveckling
| Befolkningsutvecklingen i Viforsen, Vi och Tunbyn/Viforsen och Tunbyn 2005–2020 | Befolkningsutvecklingen i Viforsen, Vi och Tunbyn/Viforsen och Tunbyn 2005–2020 | Befolkningsutvecklingen i Viforsen, Vi och Tunbyn/Viforsen och Tunbyn 2005–2020 | Befolkningsutvecklingen i Viforsen, Vi och Tunbyn/Viforsen och Tunbyn 2005–2020 | Befolkningsutvecklingen i Viforsen, Vi och Tunbyn/Viforsen och Tunbyn 2005–2020 |
| ------------------------------------------------------------------------------- | ------------------------------------------------------------------------------- | ------------------------------------------------------------------------------- | ------------------------------------------------------------------------------- | ------------------------------------------------------------------------------- |
|                                                                                 |                                                                                 |                                                                                 |                                                                                 |                                                                                 |
| År                                                                              |                                                                                 |                                                                                 | Folkmängd                                                                       | Areal (ha)                                                                      |
| 2005                                                                            | 2005                                                                            |                                                                                 | 181                                                                             | 44#                                                                             |
| 2010                                                                            | 2010                                                                            |                                                                                 | 183                                                                             | 45#                                                                             |
| 2015                                                                            | 2015                                                                            |                                                                                 | 216                                                                             | 74                                                                              |
| 2020                                                                            | 2020                                                                            |                                                                                 | 213                                                                             | 79                                                                              |
| Anm.: 2005 och 2010 avser småorten Viforsen + Vi + Tunbyn. # Som småort.        |                                                                                 |                                                                                 |                                                                                 |                                                                                 |